# 湯川剛一郎
湯川 剛一郎（ゆかわ ごういちろう）は日本の食品に関する研究者。

## 経歴
1976年に京都大学理学部生物物理学科を卒業、同年、農林水産省食品流通局（現消費・安全局）に入省。2008年に退官。2008年5月に財団法人日本食品分析センター参与に就任、2009年4月に同テクニカルサービス部長兼務、2012年退所。2012年4月より、東京海洋大学で先端科学技術研究センター教授などを経て、2018年3月に退官。 
2018年4月湯川食品科学技術士事務所所長となった。